# AaB 89ers 2010
Questa voce raccoglie le informazioni riguardanti gli AaB 89ers nelle competizioni ufficiali della stagione 2010.

## Nationalligaen 2010

### Stagione regolare
| 24 aprile 2010 2ª giornata | Kronborg Knights | 37 – 0 | AaB 89ers |  |

| 1º maggio 2010 3ª giornata | Herlev Rebels | 23 – 0 | AaB 89ers |  |

| 8 maggio 2010 4ª giornata | Triangle Razorbacks | 56 – 6 | AaB 89ers |  |

| 23 maggio 2010 6ª giornata | AaB 89ers | 15 – 21 | Copenhagen Towers |  |

| 5 giugno 2010 8ª giornata | AaB 89ers | 12 – 24 | Hvidovre Stars |  |

| 19 giugno 2010 10ª giornata | Søllerød Gold Diggers | 68 – 20 | AaB 89ers |  |

| 7 agosto 2010 12ª giornata | AaB 89ers | 6 – 37 | Triangle Razorbacks |  |

| 14 agosto 2010 13ª giornata | AaB 89ers | 20 – 8 | Slagelse Wolfpack |  |

| 28 agosto 2010 15ª giornata | Hvidovre Stars | 52 – 8 | AaB 89ers |  |

| 4 settembre 2010 16ª giornata | AaB 89ers | 28 – 31 | Kronborg Knights |  |

## Statistiche di squadra
| Competizione      | %Vittorie | In casa | In casa | In casa | In casa | In casa | In casa | In trasferta | In trasferta | In trasferta | In trasferta | In trasferta | In trasferta | Totale | Totale | Totale | Totale | Totale | Totale |
| Competizione      | %Vittorie | G       | V       | N       | P       | Pf      | Ps      | G            | V            | N            | P            | Pf           | Ps           | G      | V      | N      | P      | Pf     | Ps     |
| ----------------- | --------- | ------- | ------- | ------- | ------- | ------- | ------- | ------------ | ------------ | ------------ | ------------ | ------------ | ------------ | ------ | ------ | ------ | ------ | ------ | ------ |
| Stagione regolare | .100      | 5       | 1       | 0       | 4       | 81      | 121     | 5            | 0            | 0            | 5            | 34           | 236          | 10     | 1      | 0      | 9      | 115    | 357    |
| Totale            | .100      | 5       | 1       | 0       | 4       | 81      | 121     | 5            | 0            | 0            | 5            | 34           | 236          | 10     | 1      | 0      | 9      | 115    | 357    |